# Styloptocuma gracillimum
Styloptocuma gracillimum är en kräftdjursart som först beskrevs av William Thomas Calman 1905.  Styloptocuma gracillimum ingår i släktet Styloptocuma och familjen Nannastacidae. Inga underarter finns listade i Catalogue of Life.